# Schootsvelden (Sittard)

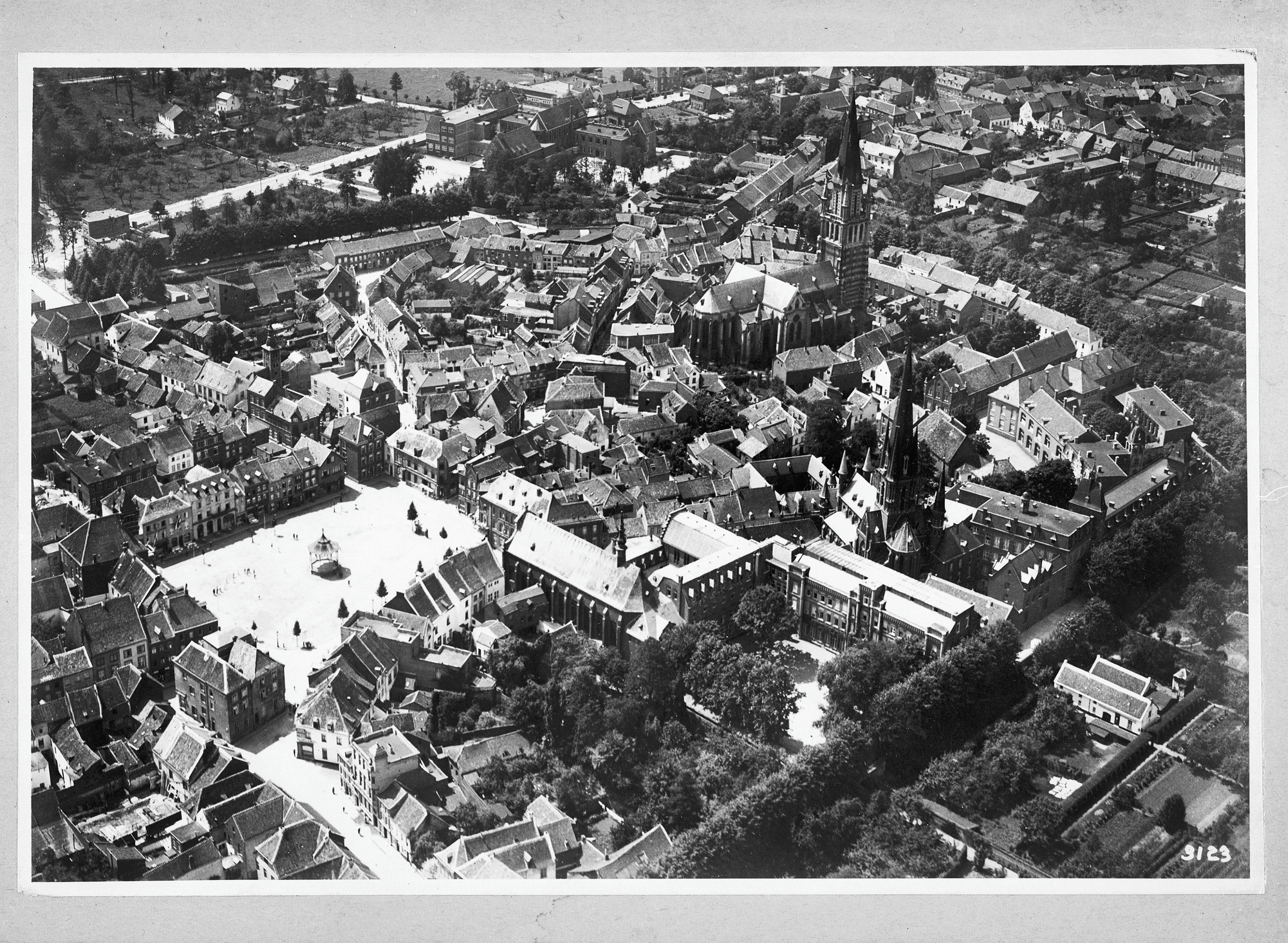
Luchtfoto van Sittard met de schootsvelden rondom de oude vestingwallen

De schootsvelden van Sittard zijn een open ruimte binnen het schootsveld rondom de omwalling van de voormalige vestingstad Sittard. Zij maken deel uit van de vestingwerken van Sittard.

## Geschiedenis
De schootsvelden hadden in de middeleeuwen daadwerkelijk een militaire functie om in geval van dreigende aanvallen vrij zicht rondom de vesting te hebben en om eventueel tegenaanvallen door de artillerie te kunnen inzetten. Om die reden was binnen dit gebied geen bebouwing toegestaan. Na de verwoesting van een groot deel van Sittard in 1677 kwam een einde aan de functie van Sittard als vestingstad en werden de schootsvelden als volkstuinen gebruikt. Na de vestiging van enkele kloosters werden hier ook kloostertuinen aangelegd. In het begin van de 20e eeuw zijn delen van het gebied bebouwd.

## Tegenwoordig
Inmiddels is veel bebouwing in de noordelijke en oostelijke schootsvelden weer gesloopt waardoor de historische situatie deels weer in ere is hersteld. Het gebied vormt tegenwoordig een parkachtige rand rondom de Sittardse binnenstad. Ook zijn delen van de stadsgracht hersteld. Een deel van de schootsvelden is nog in gebruik als volkstuinen. Alleen het zuidelijke gedeelte bij het winkelgebied Walstraat en Den Tempel is thans nog overwegend bebouwd.
Ter hoogte van de Domicanenwal bevindt zich in de schootsvelden de kloostertuin van het voormalige Ursulinenklooster, tegenwoordig bekend als de Stadstuin. Dit is een ommuurde tuin waar zich ook een begraafplaats van de Ursulinen bevindt en een gedenksteen die herinnert aan de omgebrachte Sittardse joden, afkomstig uit de Joodse begraafplaats van Sittard. In het kader van het stedenbouwkundig plan "Zitterd Revisited" is in het begin van de 21e eeuw nagenoeg alle bebouwing in het noordelijke gedeelte gesloopt en heeft plaats gemaakt voor een ondergrondse parkeergarage waarbij de bovengrondse ruimte ingericht is als park. Verder bevindt zich achter het Toon Hermans Huis een grote rozentuin. Ter hoogte van Fort Sanderbout zijn nog delen van de volkstuinen overgebleven. Langs de Agnetenwal is de kloostertuin van het voormalige Klooster Sint Agnetenberg gelegen.
De schootsvelden van Sittard vormen samen met de omwalde binnenstad het rijksbeschermd gezicht Sittard.

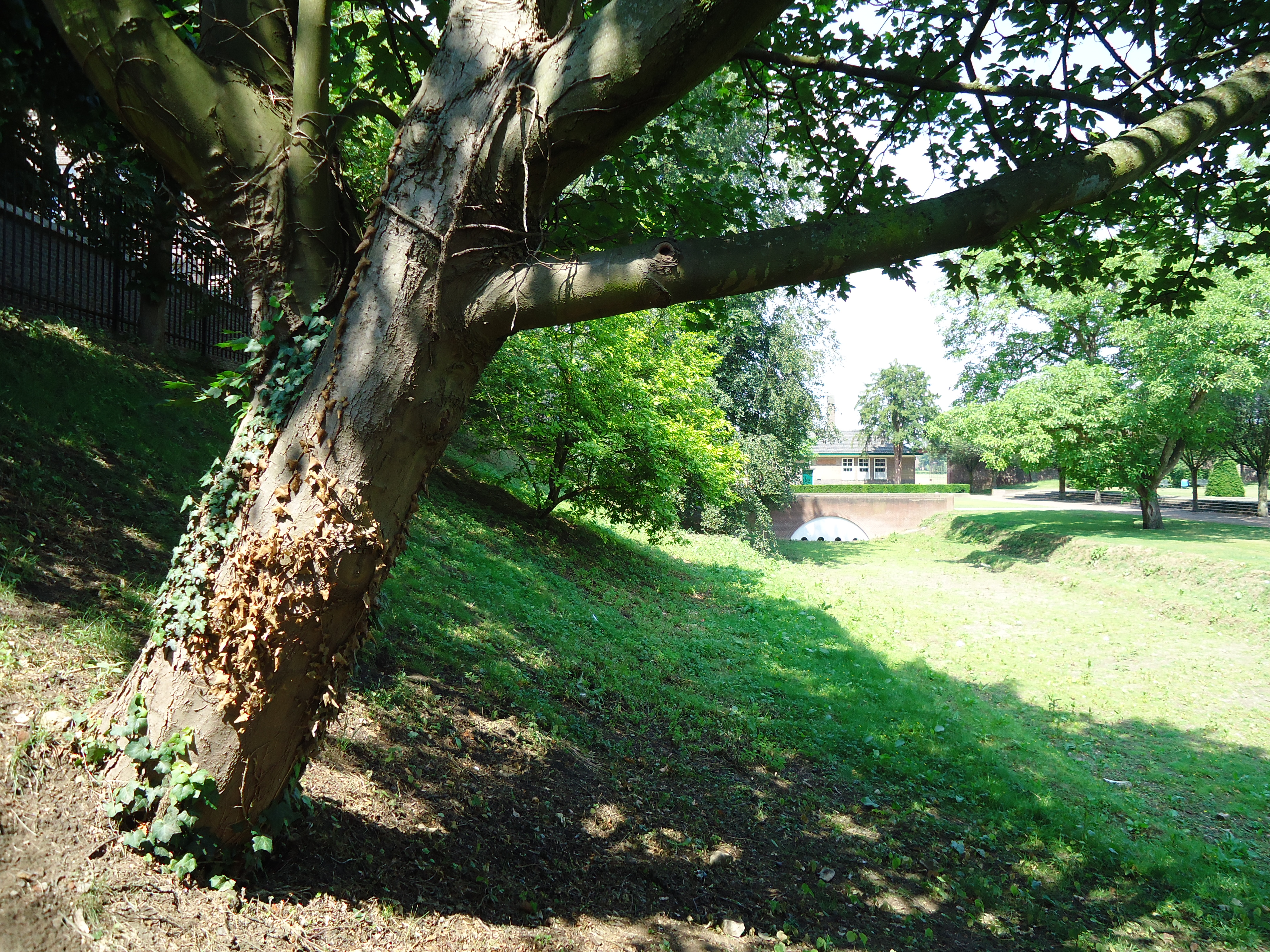
Wal, (inmiddels watervoerende) gracht en schootsveld
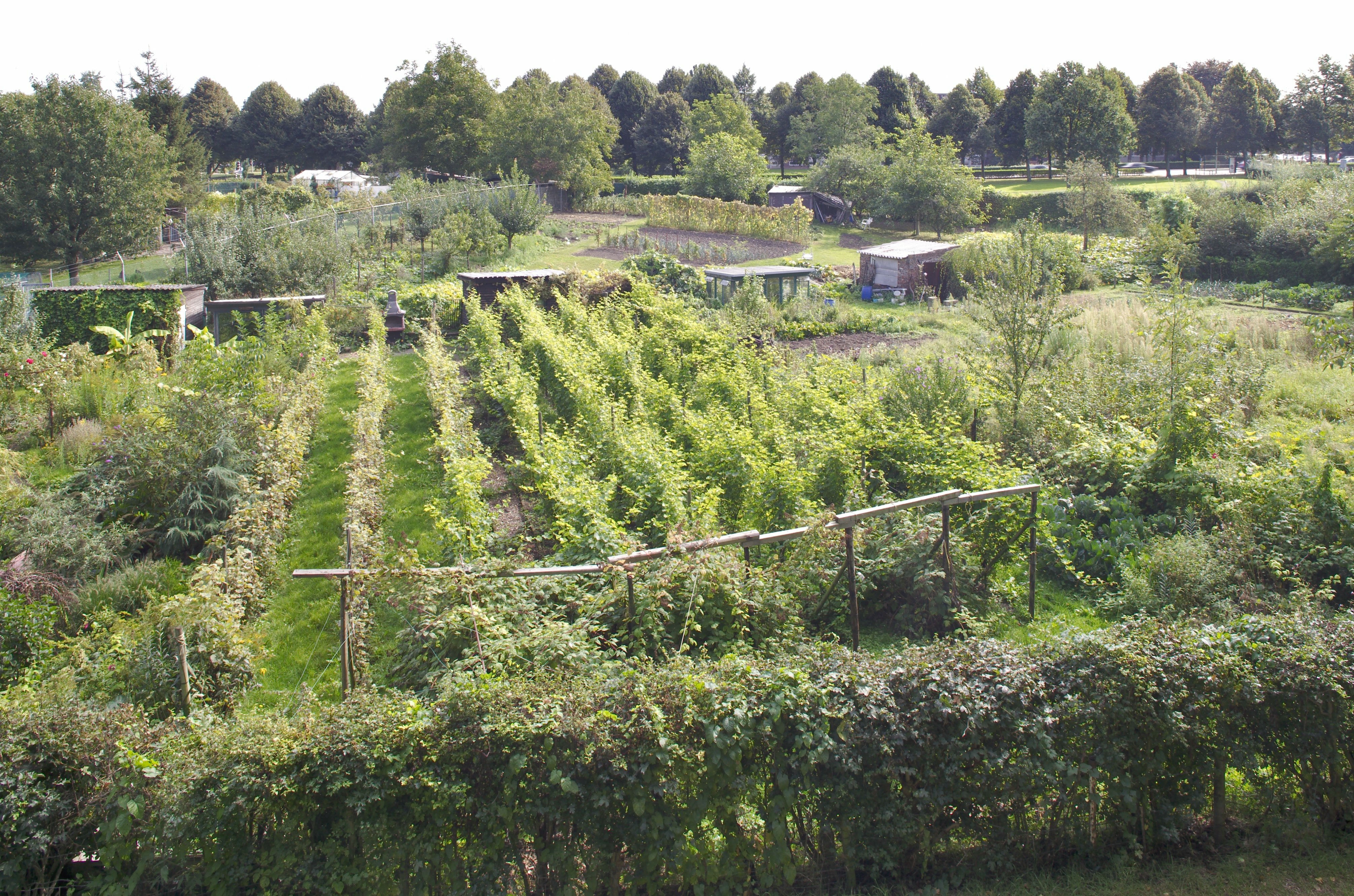
Volkstuinen, 2005
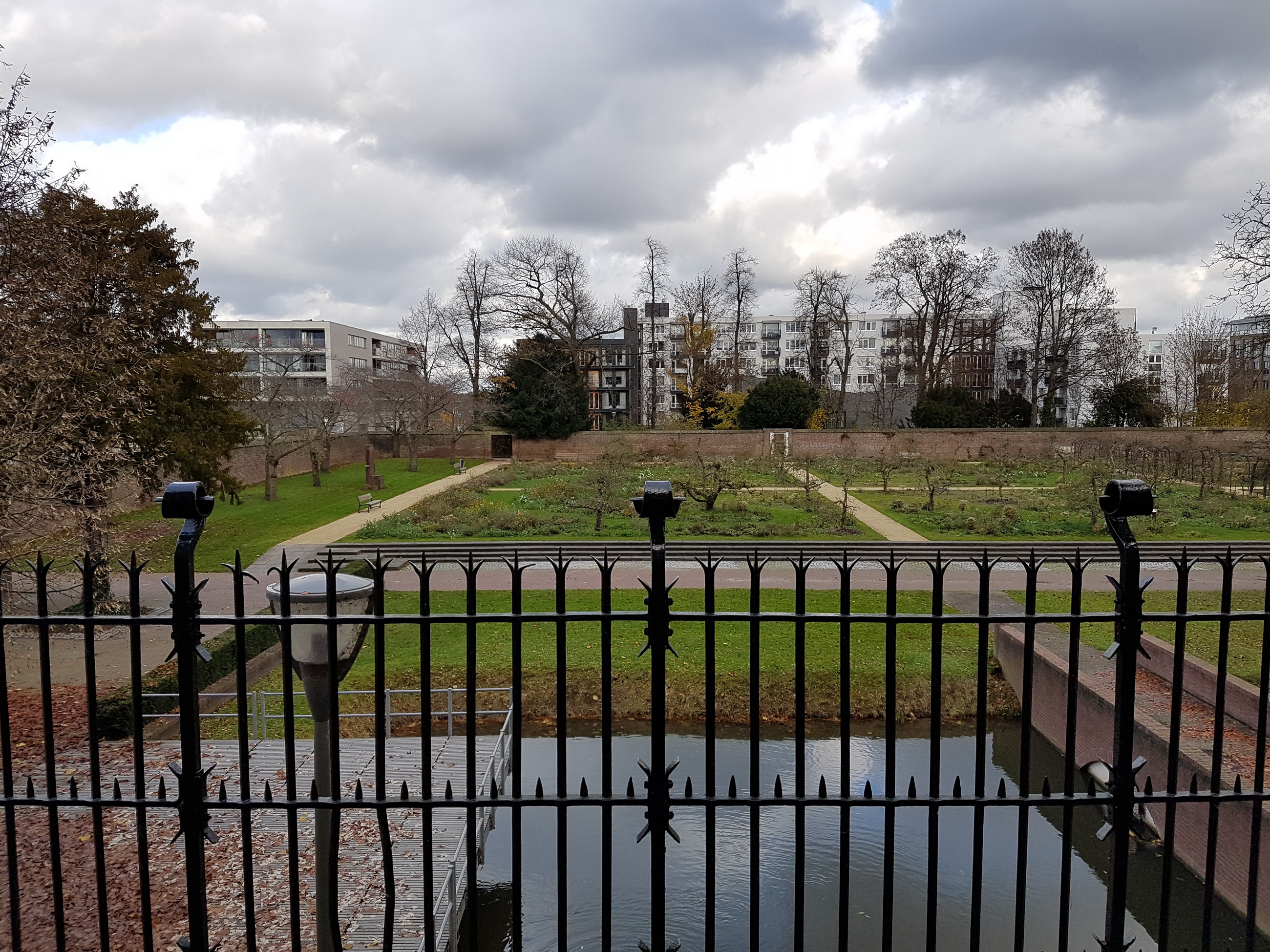
Parkaanleg Dominicanenwal
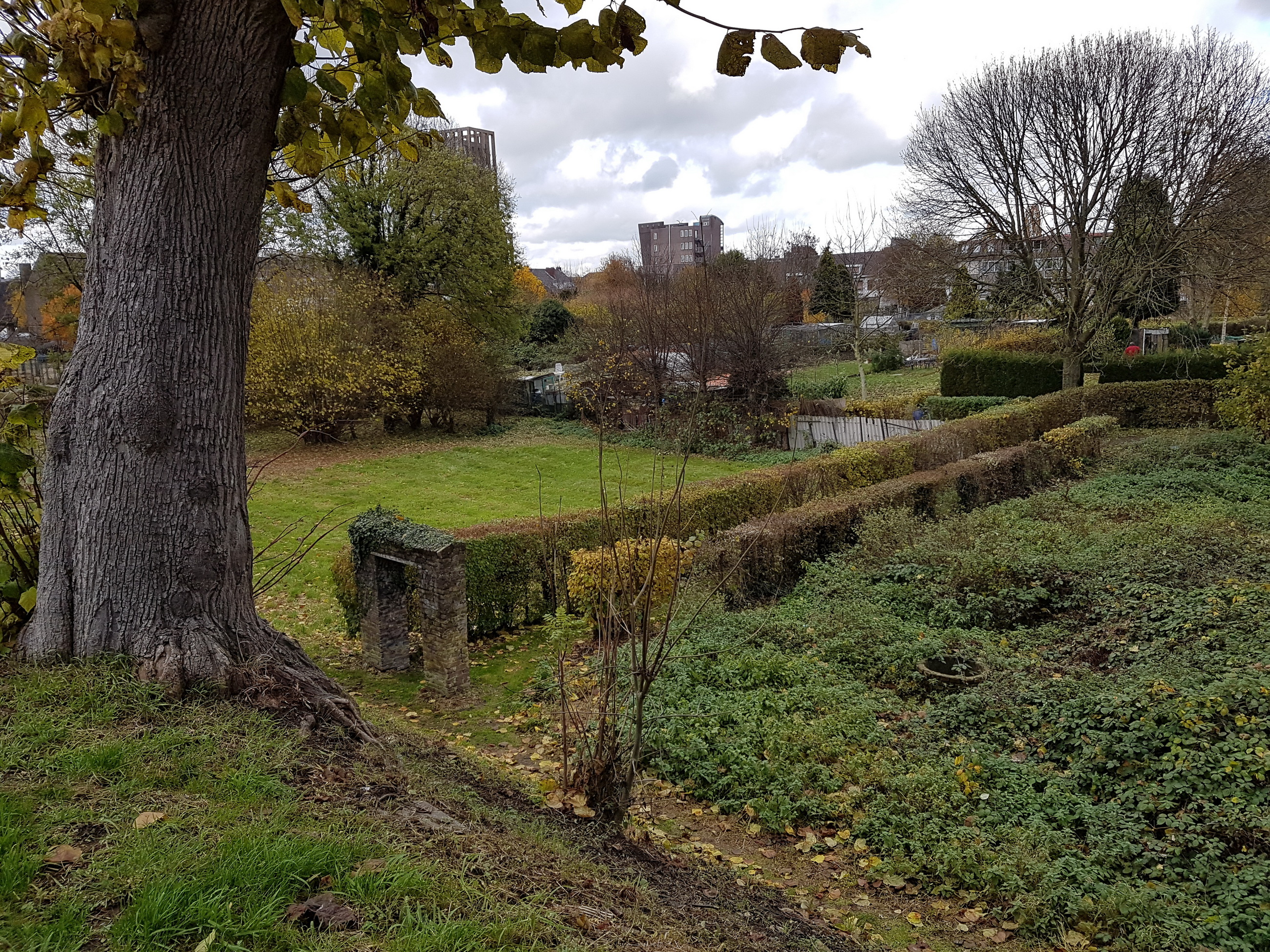
Nabij Fort Sanderbout